# Кенжебекова, Алмахан Нурпеисовна
Алмахан Нурпеисовна Кенжебекова (каз. Алмахан Нұрпейісқызы Кенжебекова; 16 января 1950, с. Кайнар, Райымбекский район, Алматинская область, КазССР, СССР) — советская, казахская актриса

 и одна из основоположников Талдыкорганского драматического театра им. Б. Римовой. Народная артистка Казахстана (1998), Заслуженная артистка Казахской ССР (1982).

## Биография
Родилась 16 января 1950 года в селе Кайнар Райымбекского района Алматинской области.
В 1970 году окончила Республиканскую студию эстрадно-циркового искусства по классу народного артиста Казахстана Жусупбека Елебекова.
В 1975 году окончила актёрский факультет Алматинской государственной консерватории по классу народной артистки СССР, профессора Шолпан Жандарбековой.
С 1975 года по настоящее время — актриса высшей категории Талдыкорганского Казахского драматического театра им. Бикена Римова.

### Семья
- Муж: Темирбайулы, Кендебай, актёр Талдыкорганского Казахского драматического театра им. Бикена Римова. Заслуженный деятель Казахстана.

## Творчество

### Роли в театре
Казахский драматический театр им. Бикена Римова
Из казахской и мировой классики и современной драматургии:
- «Каракоз» Мухтар Ауэзов — Моржан.
- «Абай» Мухтар Ауэзов — Айгерим.
- «Тунги сарын» Мухтар Ауэзов — мать Жантаса.
- «Хан Кене» Мухтар Ауэзов — Бопай.
- каз. «Бәйбiше – Тоқал» Мухтар Ауэзов — Гайша.
- «Козы Корпеш — Баян сулу» Габит Мусрепов — Макпал.
- каз. «Аласапыран» Аймауытов, Жусипбек — Калипа.
- «Исатай — Махамбет» Джансугуров, Ильяс — Балды.
- каз. «Елеусiз қалған есiл ерінде» Назым Хикмет — женщина.
- «Зять-примак» Ахтанов, Тахави — Гульжамал.
- каз. «Шырағың сөнбесін» Ахтанов, Тахави — Алевтина.
- каз. «Қысылғаннан қыз болдык» Ахтанов, Тахави — Сабира.
- каз. «Ақын Сара» Бек Тогысбаев — Сара.
- «Джамиля» Чингиз Айтматов — Джамиля.
- каз. «Арманым-Әселім» Чингиз Айтматов — Хадиша.
- «Белый пароход» Чингиз Айтматов — кара Кемпир.
- «Материнское поле» Чингиз Айтматов — Толганай.
- «Сестра» Исабеков, Дулат — Камажай.
- каз. «Сүйінші табылды» Александр Вампилов — Макарская.
- «Бунт невесток» Саид Ахмад — Форман биби.
- «Ищу себя» Ролан Сейсенбаев — Айсулу.
- каз. «Ана аманаты» Иран-Гайып — мать и др.

## Награды и звания
- 1982 — присвоено почётное звание «Заслуженная артистка Казахской ССР» — за заслуги в области театрального искусства.
- 1998 — присвоено почётное звание «Народная артистка Казахстана» — за значительный вклад в развитие театрального искусства.
- 1999 — звания «Почётный гражданин Алматинской области»;
- 1999 — звания «Почётный гражданин Райымбекского района» Алматинской области;
- 2001 — Медаль «10 лет независимости Республики Казахстан»;
- 2015 — Орден «Құрмет» (Почёта) — за большой вклад в развитие отечественного театрального и киноискусства.[2]
- 2016 — Медаль «25 лет независимости Республики Казахстан»;
- 2016 — Государственная стипендия Первого Президента Республики Казахстан в области культуры и искусства.[3]
- Награждена благодарственным письмом Первого Президента Республики Казахстан и др.
- 2021 — Медаль «30 лет независимости Республики Казахстан»;
- 2024 (16 октября) — Указом президента РК награждена орденом «Парасат» — за большой вклад в развитие отечественного театрального искусства.;[4]